# Евгеньевка (Молдова)
Евгеньевка (рум. Evghenievca) — село в Сынжерейском районе Молдавии. Наряду с сёлами Копачены, Антоновка, Гавриловка, Петровка и Владимировка входит в состав коммуны Копачены.

## География
Село расположено на высоте 113 метров над уровнем моря.

## Население
По данным переписи населения 2004 года, в селе Евгеньевка проживает 266 человек (141 мужчина, 125 женщин).
Этнический состав села:
| Национальность | Число жителей | Процентный состав |
| -------------- | ------------- | ----------------- |
| румыны         | 194           | 72.93             |
| молдаване      | 63            | 23.68             |
| украинцы       | 6             | 2.26              |
| русские        | 3             | 1.13              |
| Всего          | 266           | 100 %             |